# Носатка листовидная
Носатка листовидная или Носатка (лат. Libythea celtis) — бабочка из рода носаток семейства нимфалид.

## Этимология названия
Этимология латинского названия — сeltis (ботаническое) — каркас, кормовое растение гусениц данного вида.
Русское название — Носатка листовидная. Русское родовое название дано из-за того, что вид характеризуются длинными губными щупиками. Видовое название дано из-за сходства сидящей со сложенными крыльями бабочки с сухим листом.

## Описание

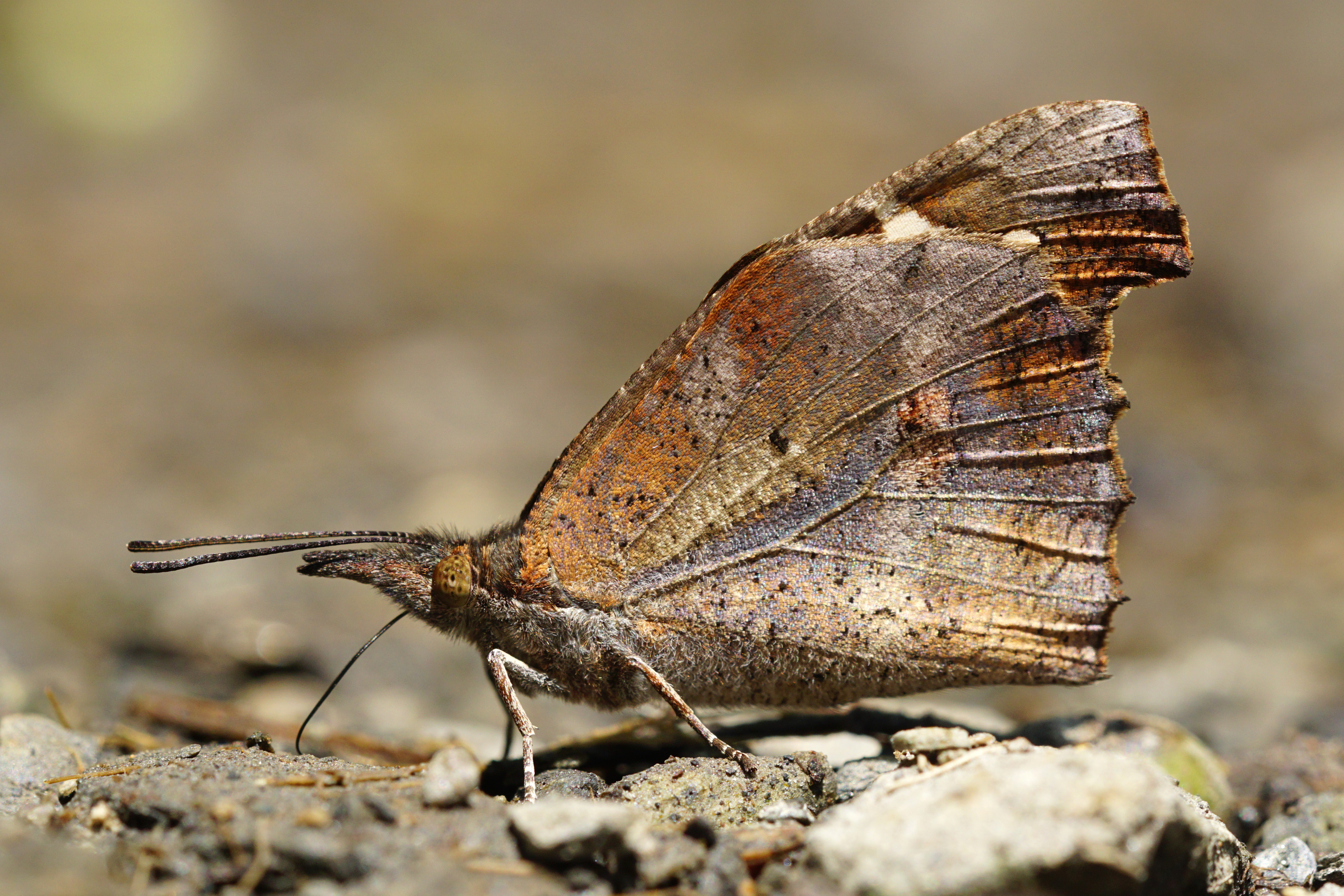
Бабочка со сложенными крыльями

Длина переднего крыла 17—23 мм. Усики с постепенным утолщением. Заднее крыло с выемкой в апикально-костальной области. Переднее крыло вытянуто в вершинной части. Внешний край передних крыльев с выступом на второй медиальной жилке. Крылья сверху коричневые или чёрно-бурые с золотистым отливом с оранжевыми пятнами (кроме того, на передних крыльях близ вершины два беловатых пятна), испод крыльев буровато-серый или пепельно-серый с тёмной тенью от корня крыла к его наружному краю, со сложенными крыльями бабочка напоминает сухой лист.

## Ареал
Единственный представитель подсемейства в Европе. Область распространения — Южная Европа: Испания (кроме севера), юг Франции, Италия, Словакия, Венгрия, Греция, Балканы, горный Крым; Север Африки (средиземноморское побережье Алжира и Туниса), субтропики Азии, страны Средней Азии, юго-восток Казахстана. На Кавказе самое северное известное местонахождение — окрестности посёлка Большой Утриш. На юго-востоке Азии встречается близкий вид — носатка лепита  Libythea lepita, которая ранее считалась одним видом с Libythea celtis.

## Местообитание
Населяет поросшие кустарником редины в горных лесах, в поймах горных рек, парковые древесные насаждения, сухолюбивые редколесья, редколесья на сухих каменистых склонах. Встречается также на лесных дорогах, балках, на полянах, опушках. На черноморском побережье Кавказа бабочки встречаются в разреженных лесах субтропического облика, изредка — у населённых пунктов. В горах встречается на высотах от 400 до 1500 м над ур. м..

## Биология
Вид развивается за год в одном поколении. Бабочки летают с конца июня по октябрь, а после зимовки снова появляются в апреле (на юге — с начала марта) — мае. В горных районах, на высоте 1200—1400 — вылупление бабочек из куколок наблюдалось на месяц позже. Бабочки в начале весны любят сидеть на цветущих плодовых деревьях (Груша, Вишня). Порой бабочки могут питаться на цветах лука (Allium sp.) или палиуруса (Paliurus spina-christi). Часто кормятся смолянистыми выделениями из почек каркаса.
Обычно бабочка не пугливая, летает не очень быстро. Садятся на ветку со сложенными крыльями и прикладывают к ней плотно сложенные вместе усики и щупики, становясь очень похожими сухой лист. Часто в солнечную погоду бабочки присаживаются на влажную почву или прогретые участки дорог. В жаркие дни часть бабочек забирается в укрытия и цепенеет. Летом бабочки летают довольно высоко в кронах деревьев, редко спускаясь ниже высоты двух метров. Самцы занимают отдельные деревья каркаса и поджидают на них самок.

## Цикл развития
Преимагинальные стадии исследовались в Закавказье, в Крыму. После спаривания, в мае — июне, самки откладывают яйца по одному в пазухи вегетативных листовых почек. Вылупление гусениц происходит через 4—5 дней. Гусеницы питаются на листьях кормового растения. Потревоженные гусеницы спускаются на 2—3 метра вниз с дерева на шелковинке. Встречаются два типа окраски гусениц: полностью зелёные и с чёрно-зелёными полосами. Окукливаются на нижней поверхности листьев. Бабочки впадают в оцепенение в августе.
Гусеницы питаются листьями каркаса — Celtis australis — каркас южный, Celtis glabrata — каркас голый (в культуре также листьями вяза).

## Численность
В пределах мест обитания бабочки данного вида встречается часто, иногда даже массово. На численность вида значительное влияние оказывают паразиты. В отдельные годы вид становится редким.

## Замечания по охране
Вид включён в Красную книгу Украины (1994), 3 категория.